# Ersi

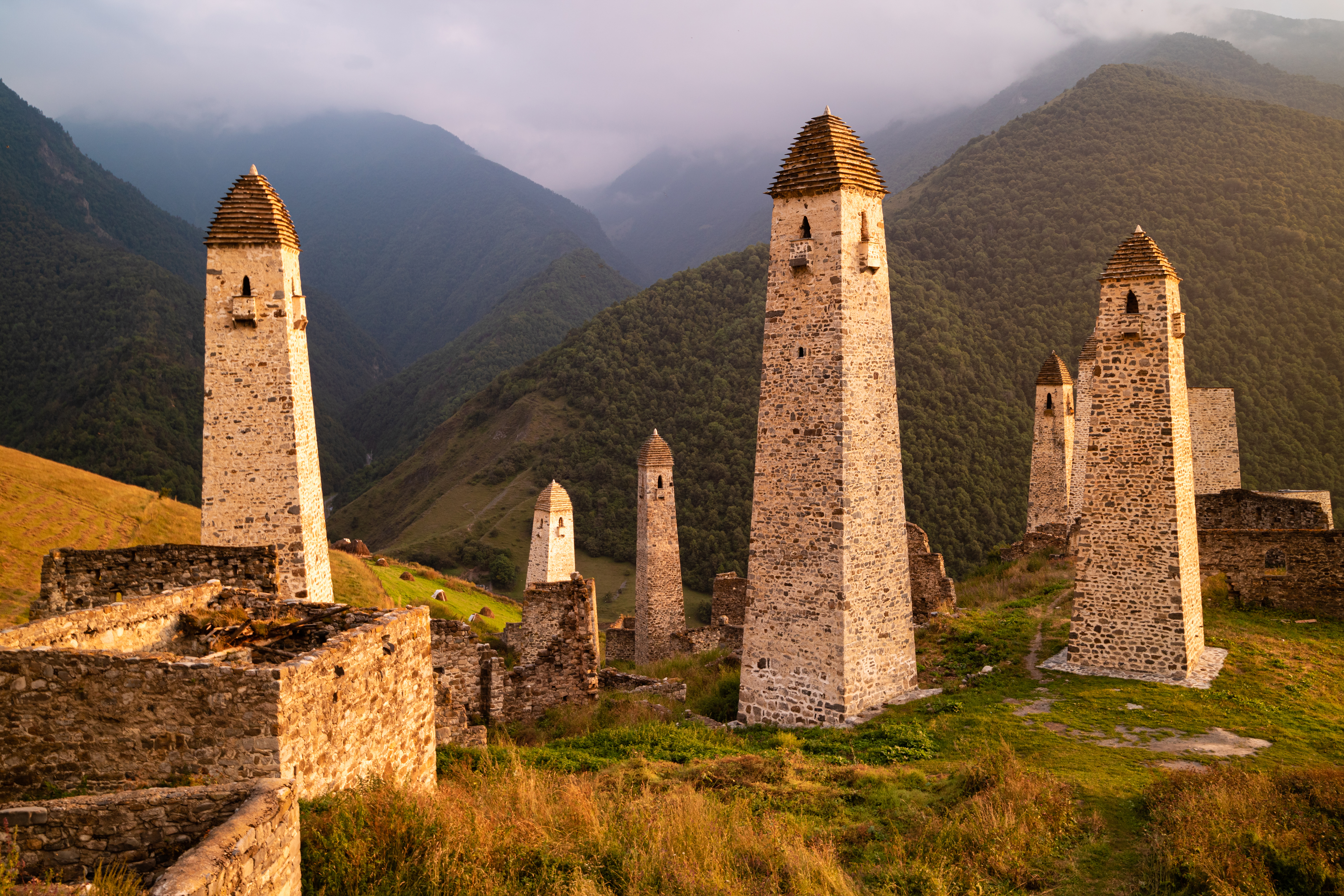

Ersi ist ein Dorf in Inguschetien. Es handelt sich um ein mittelalterliches Dorf, oder Aul. Es ist Teil von  Olgeti, einer ländlichen Siedlung.
Der Ort steht unter Schutz und ist Teil eines Nationalparks.
Aus dem Inguschetischen kann Ezi als Adler übersetzt werden. Das Dorf soll an jener Stelle gegründet worden sein, wo sich einst das Nest eines Adlers befand.
Ersi befindet sich auf 1315 Metern Seehöhe, auf der rechten Seite des Armkhi. Es ist eines der Wahrzeichen des Naturreservats Erzi.
Die nächstgelegenen Turmsiedlungen sind Hamishke und Koshk im Südosten, Kerbite im Westen, Lyazhgi und Angeti im Osten.

## Geschichte
Die Siedlung wurde wahrscheinlich im 16. Jahrhundert von Chard gegründet. Chard war der Vorfahre mehrerer namhafter inguschetischer Familien, vor allem Mamilov, Yanduew, Beuzhev, und Algadov. Andere Quellen sprechen von einer Gründung durch Yand. Yand war der Vorfahre der „Fürstenfamilie“ von Erzi, welche Wache hielt und Wegzölle einhob. Erzi war Heimat vieler inguschetischer Familien und Clans (teips).